# طواف سويسرا 1997
طواف سويسرا 1997 (بالإنجليزية: 1997 Tour de Suisse)‏  هو سباق دراجات هوائية، وهو الموسم رقم 61 من السباق، وأقيم خلال الفترة 17 يونيو 1997، وحتى 26 يونيو 1997، وهو من نوع سباق المرحلة.
فاز فيه بالمركز الأول كريستوف أجنولوتو، وبالمركز الثاني أوسكار كامينزيند، وبالمركز الثالث يان أولريش، والفائز في ترتيب التسلق  أوسكار كامينزيند، والفائز حسب ترتيب النقاط ستيفانو جارزيلي.

## الفائزون
| الترتيب    | الفائز           |
| ---------- | ---------------- |
| الفائز     | كريستوف أجنولوتو |
| الثاني     | أوسكار كامينزيند |
| الثالث     | يان أولريش       |
| حسب النقاط | أوسكار كامينزيند |
| تسلق الجبل | ستيفانو جارزيلي  |